# Dextrane

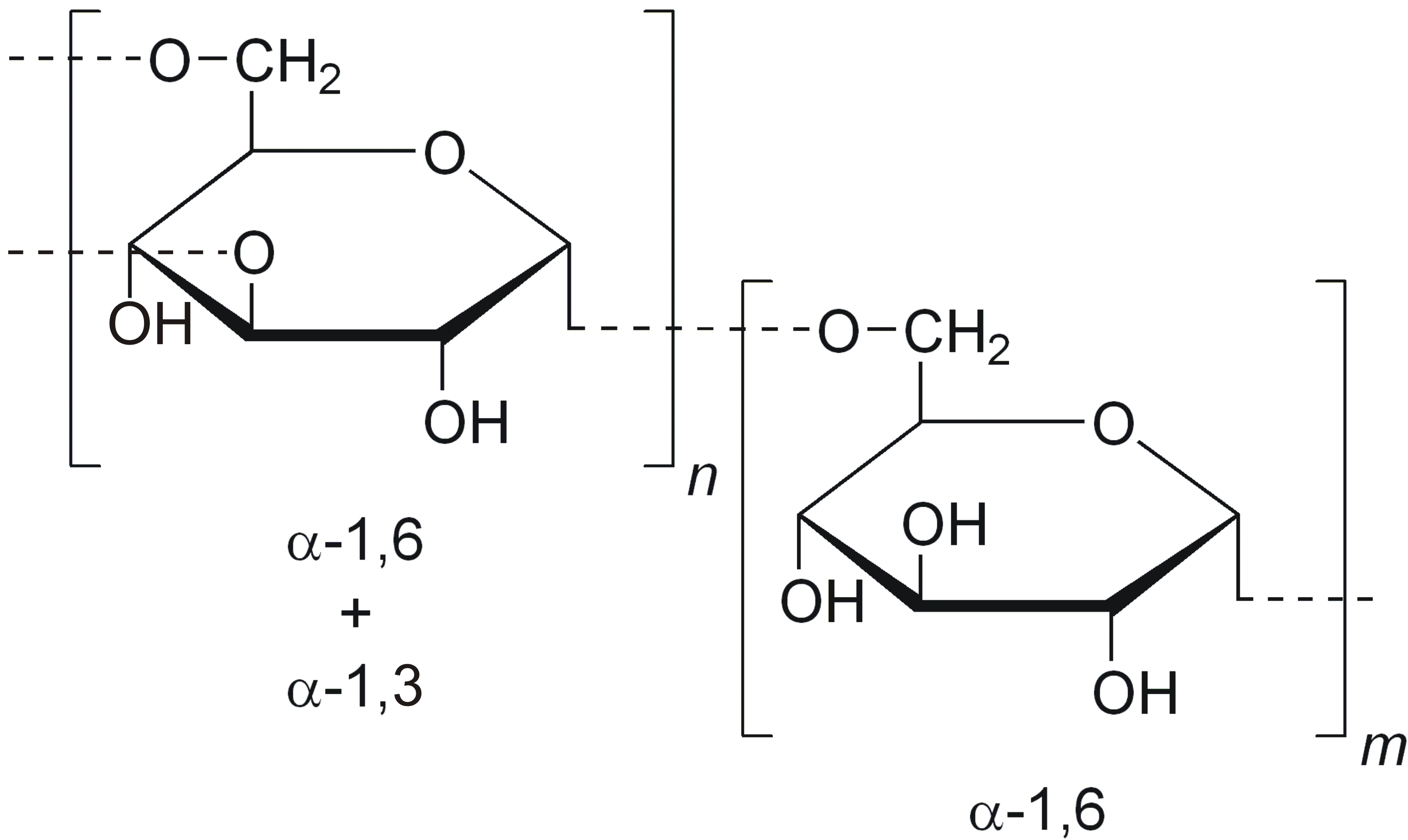
Structure du Dextran

Le dextrane est un polymère ramifié de dextrose (glucose) de masse moléculaire très élevée, appartenant au groupe des colloïdes.
C'est un des exopolysaccharides excrétés par divers microorganismes du sol, qui jouent un rôle important, à échelle moléculaire  dans la formation et conservation des sols (dextrane, xanthane, rhamsane, succinoglycane).
Du dextrane peut être formé si de la canne à sucre reste trop longtemps au soleil avant d’être traitée dans les moulins, ce qui diminue la quantité de sucre (glucose) disponible.

## Biochimie
Les glucoses de ce polysaccharide sont reliés par des liaisons alpha 1-6, il possède des ramifications constituées de liaisons alpha 1-3 ou 1-4.

Ces liaisons sont non-hydrolysables dans l'organisme humain.

## Production
Il est obtenu à partir de l'action enzymatique de bactéries leuconostic mesenteroides gram positive sur le saccharose. 

## Usages
On utilise le dextrane en fonction de ses différents poids moléculaires:

Poids moléculaire de 60 000 à 70 000, le dextrane est utilisé pour le remplacement de plasma et pour doser les lipoprotéines du sang.

Le dextrane est également utilisé pour la fabrication de larmes artificielles, dans l'insuffisance lacrymale ou pour les porteurs de lentilles.
En chimie, le dextrane peut être utilisé pour évaluer la taille des canaux ioniques. Seulement les dextranes dont les dimensions sont proches du diamètre du canal ionique étudié permettront d'inhiber son activité,,.
Il fait partie de la liste des médicaments essentiels de l'Organisation mondiale de la santé (liste mise à jour en avril 2013).